# Monique Capron
Monique Capron (Lilla, 26 ottobre 1947) è una farmacologa francese, ricercatrice in biologia specializzata in immunologia.

## Biografia
Farmacista di formazione, ha conseguito il dottorato nel 1974 presso l'Università di Lilla. Si è poi dedicata alla ricerca in immunologia e parassitologia. È diventata praticante ospedaliera (1983) presso l'Università di Lilla e professore di immunologia presso la Facoltà di Farmacia di Lilla (1993). Dal 2001 è direttrice dell'unità INSERM U547 presso l'Institut Pasteur de Lilla.
È stata membro del consiglio scientifico dell'INSERM dal 1999 al 2002, prima di diventare presidente del consiglio di amministrazione dell'istituto nel 2003.

## Contributo scientifico
Monique Capron ha iniziato la sua carriera come biologa studiando le malattie parassitarie e, più in particolare, la schistosomiasi. Si è poi dedicata alla ricerca sulla reazione immunitaria durante le infezioni parassitarie e, in particolare, ha studiato il ruolo delle cellule eosinofile e la loro secrezione di interleuchine. Più recentemente il suo lavoro di ricerca si è concentrato sulle allergie e sui meccanismi di una malattia rara, la sindrome ipereosinofila idiopatica.

## Premi e riconoscimenti
- 2000 : Gran Premio della Fondazione per la Ricerca Medica [2]
- 2002 : Gran Premio INSERM per la ricerca medica [1]
- 2005 : Membro a pieno titolo dell'Accademia Nazionale di Farmacia
- Ufficiale dell'Ordine delle Palme Accademiche (1999) [1]
- Cavaliere dell'Ordine Nazionale al Merito (2003) [1]
- Ufficiale della Legion d'Onore (2015, Chevalier 2006) [1]